# Rafineria ropy naftowej
Rafineria ropy naftowej – podstawowy zakład przemysłu petrochemicznego wytwarzający paliwa, oleje, smary, asfalty oraz inne surowce wytwarzane z ropy naftowej. 
Na skalę przemysłową rektyfikacja ropy naftowej odbywa się w rafineriach, w kolumnach rektyfikacyjnych. Każdy z otrzymanych produktów rozdziela się dalej (np. mazut na wazelinę i parafinę) lub poddaje się innym przemianom chemicznym (np. dostosowanie benzyny jako paliwa do silników spalinowych).

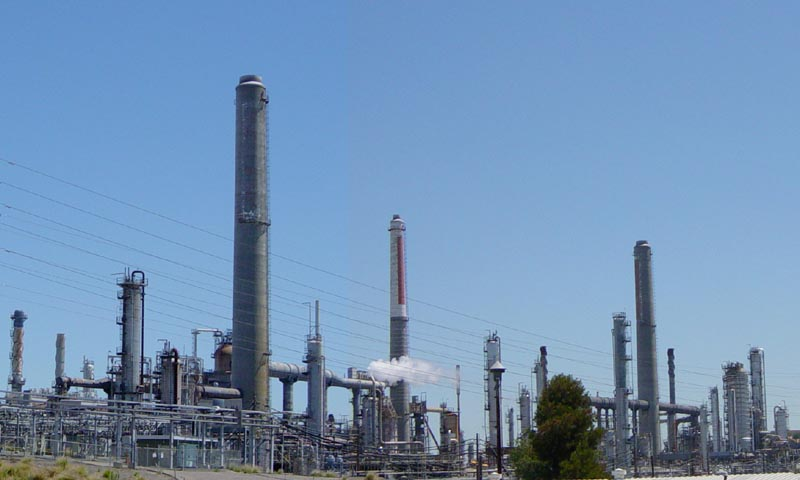
Rafineria ropy naftowej

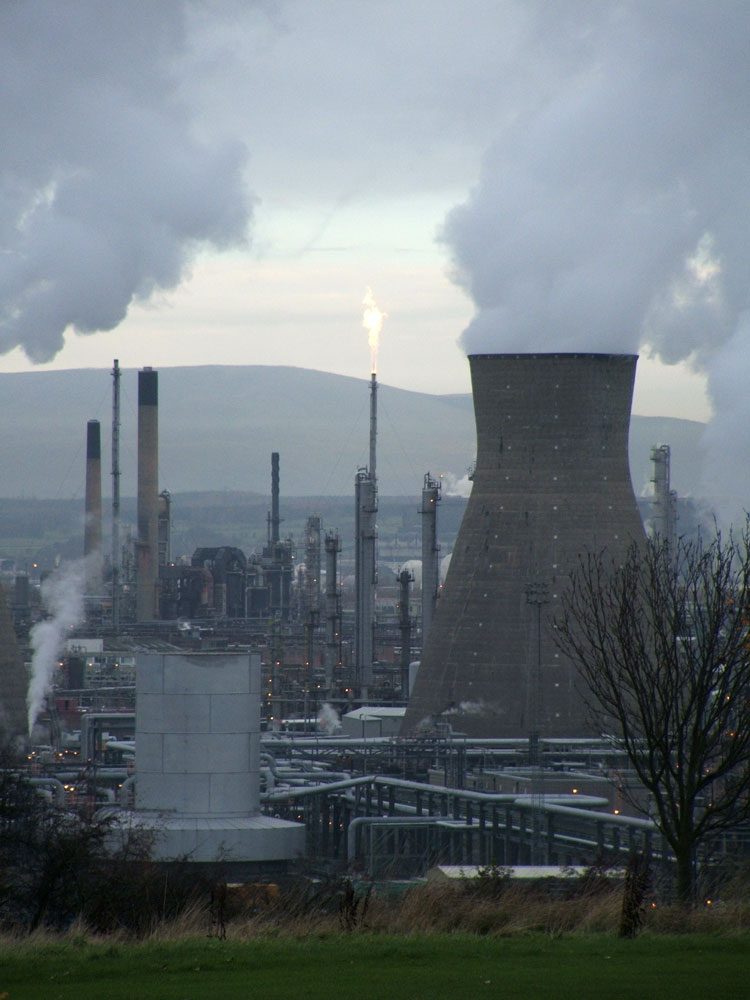
Rafineria w Grangemouth, Szkocja

Procesy rafineryjne można podzielić na dwie kategorie:
Procesy zachowawcze – niepowodujące zmian chemicznych surowca, niewpływające na wydajność produktu, a wpływające na ich jakość:
- destylacja – wykorzystywana do rozdziału ropy naftowej na frakcje,
- absorpcja – wykorzystywana do usuwania gazów C4-C5,
- krystalizacja – wykorzystywana do odparafinowania,
- ekstrakcja – wykorzystywana między innymi do oddzielania węglowodorów, aromatycznych za pomocą mieszaniny ABT (aceton – benzen – toluen),
- adsorpcja – wykorzystywana do oczyszczania gazów i cieczy.

Procesy destrukcyjne – zmieniające skład chemiczny surowca i wpływające na wydajność produktów:
- kraking termiczny i katalityczny – zamiana ciężkich frakcji we frakcje lżejsze,
- koksowanie – rozkład surowca pod wpływem temperatury,
- piroliza,
- reforming – polega na aromatyzacji węglowodorów naftenowych; produktem reformingu są benzyny o wysokich liczbach oktanowych,
- izomeryzacja – otrzymywanie węglowodorów o rozgałęzionych łańcuchach, a przez to zwiększenie liczby oktanowej surowca,
- uwodornienie – hydrorafinacja, hydrotreating i hydrokraking.

Przy rafineriach istnieją też zazwyczaj oddziały produkujące polimery: polietylen, polipropylen i polistyren. Ubocznymi produktami rafinerii są także rozpuszczalniki organiczne takie jak: eter naftowy, toluen i aceton.